# 1965 en bande dessinée
| Années de la bande dessinée : 1962 - 1963 - 1964 - 1965 - 1966 - 1967 - 1968    |
| Décennies de la bande dessinée : 1930 - 1940 - 1950 - 1960 - 1970 - 1980 - 1990 |

Cet article présente les faits marquants de l'année 1965 en bande dessinée.

## Évènements
- Vaillant change de nom et devient Vaillant le journal de Pif.
- juillet : Donna Troy, l'une des Wonder Girl, apparait dans The Brave and the Bold #60.
- Apparition de La Dame assise, de Copi, dans le Nouvel Observateur.

## Nouveaux albums
- Sans être strictement une bande dessinée, l'album Tintin et les Oranges bleues est publié, à partir de photographies extraites du film sorti en décembre 1964.

Voir aussi : Albums de bande dessinée sortis en 1965

### Franco-Belge
| Sortie | Titre             | Scénariste           | Dessinateur | Coloriste | Éditeur    |
| ------ | ----------------- | -------------------- | ----------- | --------- | ---------- |
| ?      | Défi à Ric Hochet | André-Paul Duchâteau | Tibet       |           | Le Lombard |
| ?      | …                 |                      |             |           |            |

### Comics
| Sortie | Titre       | Scénariste | Dessinateur | Coloriste | Éditeur |
| ------ | ----------- | ---------- | ----------- | --------- | ------- |
| ?      | à compléter |            |             |           |         |
| ?      | …           |            |             |           |         |

### Mangas
| Sortie | Titre       | Scénariste | Dessinateur | Coloriste | Éditeur |
| ------ | ----------- | ---------- | ----------- | --------- | ------- |
| ?      | à compléter |            |             |           |         |
| ?      | …           |            |             |           |         |

## Naissances
- 13 mars : Héloret
- 31 mars : Steven T. Seagle, scénariste de comics
- 19 mai : Bernard Vrancken
- 16 juin : Glenn McCoy, auteur de comics
- 19 octobre : Étienne Davodeau
- 23 août : Chris Bachalo
- 14 octobre : Devig
- 1er novembre : Alberto Varanda, dessinateur français d'origine portugaise (Reflets d'écume, Bloodline, La Geste des Chevaliers Dragons, Paradis perdu, Élixirs)
- 16 novembre :
  - Clarke, dessinateur belge (Mélusine)
  - Olis
- 22 novembre : Dan Brereton, auteur de comics américain
- 2 décembre : Jung
- 6 décembre : Paul Jenkins, scénariste de comics
- 22 décembre : David S. Goyer, scénariste de comics américain
- Naissances de Kyle Baker, Li-An, Nick Abadzis, Phil Winslade, Matthieu Blanchin, Jean-Yves Duhoo

## Décès
- Malcolm Wheeler-Nicholson
- 26 février : Harry Donenfeld (éditeur propriétaire de DC Comics)
- 5 juin : Vernon Greene (en)
- 1er septembre : René Giffey
- 12 septembre : André Galland